# ルイ・ビエル＝ビアレ
ルイ・ビエル＝ビアレ（Louis Bielle-Biarrey、2003年6月16日 - ）は、トップ14、ユニオン・ボルドー・ベグルに所属するラグビー選手。

## プロフィール
- フランス・サン＝ジャン＝ド＝リュズ出身[1]。
- ポジションはウィング(WTB)。
- 身長 184cm、体重 79kg
- U20フランス代表に選ばれたことがある[2]。
- フランス代表キャップは8（2024年2月現在）でラグビーワールドカップ2023のフランス代表に選ばれた[3]。

## 略歴
2021年、ユニオン・ボルドー・ベグルに加入。